# جاريد هومان
جاريد هومان (بالإنجليزية: Jared Homan)‏ مواليد 6 مارس 1983 في رمسن، هو لاعب كرة سلة أمريكي. بدأ مسيرته الاحترافية في سنة 2005. يبلغ طوله 6 قدم 10 بوصة (2.1 م).

## المسيرة الاحترافية
لعب مع نادي سيبونا لكرة السلة في موسم 2008–2009، ثم لعب مع ماروسي في موسم 2009–2010، ثم لعب مع فيرتوس بالاكانسترو بولونيا في موسم 2010–2011، ثم لعب مع بايرن ميونخ لكرة السلة في الدوري الألماني من سنة 2011 إلى 2013.

## روابط خارجية
- جاريد هومان على موقع الدوري الأوروبي لكرة السلة (الإنجليزية)
- جاريد هومان على موقع كرة السلة الأوروبية.كوم (الإنجليزية)
- جاريد هومان على موقع DraftExpress.com (الإنجليزية)
- جاريد هومان على موقع كلية كرة السلة في سبورتس رفرنس.كوم (الإنجليزية)
- جاريد هومان على موقع ريلجم (الإنجليزية)
- جاريد هومان على موقع بروبوليرز (الإنجليزية)
- جاريد هومان على موقع سبورتس رفرنس (الإنجليزية)